# Stazione di Nauen
La stazione di Nauen è la stazione ferroviaria della città tedesca di Nauen.